# Parasyrisca alexeevi
Parasyrisca alexeevi Ovtsharenko, Platnick & Marusik, 1995 è un ragno appartenente alla famiglia Gnaphosidae.

## Etimologia
Il nome della specie è in onore del collezionista K.S. Alexeev che raccolse l'olotipo fra il 5 e il 15 aprile 1985.

## Caratteristiche
L'olotipo femminile rinvenuto ha lunghezza totale è di 6,00mm; la lunghezza del cefalotorace è di 2,40mm; e la larghezza è di 1,95mm.

## Distribuzione
La specie è stata reperita in Russia: l'olotipo femminile è stato rinvenuto in località Alagir Gorge, nel rajon di Alagirskij rajon, nella valle del fiume Ardon, appartenente alla repubblica caucasica russa dell'Ossezia del Nord.

## Tassonomia
Al 2015 non sono note sottospecie e dal 1995 non sono stati esaminati nuovi esemplari.